# Amor (álbum de Heróis do Mar)
Amor é uma compilação da banda Heróis do Mar, lançada em 2007.
Inclui um folheto interior da autoria de Miguel Esteves Cardoso.

## Faixas
1. "Amor (Parte I)" - 4:28
2. "O Inventor" - 4:46
3. "Paixão" - 5:34
4. "Supersticioso" - 4:10
5. "Fado" - 3:27
6. "Saudade" - 3:43
7. "Só Gosto De Ti" - 4:29
8. "Eu Quero (Mistura Possessiva)" - 5:23
9. "Alegria" - 5:58
10. "Glória Do Mundo" - 4:34
11. "Cachopa" - 5:46
12. "Brava Dança Dos Heróis" - 4:50
13. "Só No Mar" - 3:14
14. "Africana" - 4:04
15. "Café" - 4:13
16. "Amor (Versão Nocturna)" - 5:45

## Créditos
- Paulo Pedro Gonçalves (guitarra)
- Carlos Maria Trindade (teclista )
- Tozé Almeida  (bateria)
- Pedro Ayres Magalhães (baixista)
- Rui Pregal da Cunha (vocalista)